# Abraxas-Musical-Akademie
Die Abraxas-Musical-Akademie (AMA, in eigener Schreibung auch Abraxas Musical Akademie) ist eine private Berufsfachschule für Musik für Musicaldarsteller in München, die 1998 gegründet wurde.

## Geschichte
Gründer und seit 1998 auch Leiter der Akademie sind Toralf Vetterick und Michael Kitzeder. Vetterick verantwortet die Organisationsleitung, während Kitzeder die kaufmännische Leitung, das Produktionsmanagement und die künstlerische Produktionsleitung innehat.
Die Abraxas-Musical-Akademie ist als staatlich genehmigte Berufsfachschule durch das Bayerische Staatsministerium für Wissenschaft, Forschung und Kunst anerkannt und somit BAföG-berechtigt, und wird in der Rechtsform einer GmbH & Co. KG betrieben. Untergebracht ist die Akademie in einem Gewerbegebäude auf dem Hinterhof an der Ecke von Hofmannstraße und Zielstattstraße im Münchner Stadtteil Sendling.

## Musicalausbildung
Die Schüler werden drei Jahre in Tanz, Gesang, Schauspiel, Musical und Theorie ausgebildet. Jährlich hat die Akademie etwa zehn Absolventen. Zum 25-köpfigen, internationalen Dozententeam gehören Tanz-, Schauspiel- und Gesangspädagogen. Zudem werden regelmäßig Gastdozenten eingeladen.
Zur Vollausbildung an der Abraxas-Musical-Akademie gehört die Möglichkeit, nach den ersten Semestern in verschiedenen Produktionen aufzutreten. Es finden alljährlich für alle Jahrgänge zwei Theaterproduktionen im Theater sowie vier Studioabende auf der Studiobühne statt. Weitere Auftrittsmöglichkeiten bieten sich alljährlich im Deutschen Theater München oder in der Thermenwelt Erding. Daneben wurden Events, Promotions und Fernsehaufzeichnungen in den Bereichen Musical, Tanz, Gesang und Schauspiel im In- und Ausland organisiert. Zusätzlich zur Abschlussprüfung an der Abraxas-Musical-Akademie kann auch die Prüfung vor der Künstlervermittlung der ZAV abgelegt werden.

## Ehemalige Schüler
- Laura Bilgeri (* 1995), österreichische Schauspielerin
- Anneke Dürkopp (* 1979), Fernsehmoderatorin
- Caro Hetényi (* 1980), deutsche Schauspielerin, Sängerin, Musicaldarstellerin
- Christiane Höhn (* 1984), Schauspielerin und Musicaldarstellerin
- Barbara Obermeier (* 1982), Musicaldarstellerin
- Emanuele Pazienza, Schauspieler, Tänzer und Sänger (Bariton)
- Stefanie von Poser (* 1979), Schauspielerin
- Nina Steils, Schauspielerin am Münchner Volkstheater[2]